# Slushy
Slushy (còn đánh vần thành slushie và ít phổ biến hơn là slushee) là loại đồ uống làm từ đá có hương vị riêng thường là soda, tương tự như granita nhưng có thành phần lỏng hơn. Món này thường gọi là slush, đồ uống đông lạnh. Slushy có thể có ga hoặc không có ga; phiên bản có ga đôi khi được gọi là đồ uống có ga đông lạnh hoặc nước giải khát có ga đông lạnh.
Máy tạo slushy có ga đầu tiên do chủ sở hữu của thương hiệu Dairy Queen tên là Omar Knedlik phát minh ra. Vào cuối thập niên 1950, máy làm soda tại nhà hàng của ông liên tục gặp sự cố. Khoảng năm 1958, chiếc máy của Knedlik hoàn toàn hỏng hóc và ông quyết định cất soda vào tủ đông khiến nó trở nên nhão khi kéo ra. Knedlik quyết định bán món slushy cho khách quen và đồ uống này nhanh chóng trở nên phổ biến kể từ đó. Knedlik nhất quyết theo đuổi việc sản xuất slushy và ủy quyền lại cho Ruth Taylor tạo ra tên gọi và biểu tượng của hãng The Icee Company. Những chiếc máy ban đầu này sử dụng hệ thống điều hòa ô tô và hoạt động bằng cách kết hợp và làm đông hỗn hợp hương liệu, nước và carbon dioxide. Ngoài ra, loại máy này thường đóng băng ở nhiệt độ thấp hơn điểm đóng băng của nước, nhưng sự kết hợp của áp suất lên đến 40 psi (2,8 bar), đường, hỗn hợp carbon dioxide đóng băng −80 °C (−112 °F), và khuấy liên tục để ngăn không cho khối rắn đông đặc. Các loại slushy có ga có xu hướng "khô" hơn so với các loại không có ga.
Năm 1960, Knedlik hợp tác với John Mitchell nhằm sản xuất hàng loạt những chiếc máy slushy để rồi được cấp bằng sáng chế vào năm 1962. Năm 1965, 7-Eleven đã bỏ tiền mua 3 máy ICEE và ký hợp đồng cấp phép với ICEE, nơi 7-Eleven sẽ lấy tên Slurpee cho các sản phẩm của mình và họ bị hạn chế bán Slurpee trong các cửa hàng 7-Eleven của Mỹ. Đến thập niên 1970, máy Slurpee có thể được tìm thấy ở mọi cửa hàng 7-Eleven ngay tại Mỹ.